# سامانه رویدادهای گسسته
دِ-و-س (به انگلیسی: DEVS) سامانه رویدادهای گسسته، یک فرمول توابعی و سلسله مراتبی است که برای مدلسازی و شبیه سازی سامانه‌های جهان خارج که جزو سامانه رویدادهای گسسته هستند، بکار می‌رود. سامانه رویدادهای گسسته با نمودار انتقال حالت (به انگلیسی: State transition table) قابل نمایش می‌باشند.

## تاریخچه
دِ-و-س در ابتدا توسط دکتر برنارد زیگلر که هم‌اکنون استاد دانشگاه آریزونا است، در کتاب نظریه مدل سازی و شبیه سازی (به انگلیسی: Theory of Modeling and Simulation) ارائه شد. دِ-و-س می‌تواند به عنوان توسعه ماشین مور (به انگلیسی: moore machine) به‌شمار آید که اتوماتون تعین‌ناپذیر متناهی است که در آن خروجی فقط توسط حالت فعلی مشخص می‌شود و با ورودی ارتباط مستقیم ندارد. این ارتباط با اصول زیر بیان می‌شود:
1. ارتباط دادن بازه زمانی با هر حالت
2. به وجود آوردن مفهوم سلسله مراتبی با ویژگی‌های آن

## نرم‌افزارهای کاربردی دِ-و-س
- adevs
- ++CD
- ++DEVS
- #DEVS
- ++DEVS/C
- DEVS/HLA
- DEVSJAVA
- ++DEVSSim[پیوند مرده]
- GALATEA
- GK-DEVS
- JDEVS
- LSIS DME
- PF3S
- PowerDEVS
- Python DEVS
- SimBeans
- SmallDEVS
- VLE